# Cantón de Nouvion
El cantón de Nouvion era una división administrativa francesa, que estaba situada en el departamento de Somme y la región de Picardía.

## Composición
El cantón estaba formado por diecisiete comunas:
- Agenvillers
- Buigny-Saint-Maclou
- Canchy
- Domvast
- Forest-l'Abbaye
- Forest-Montiers
- Gapennes
- Hautvillers-Ouville
- Lamotte-Buleux
- Le Titre
- Millencourt-en-Ponthieu
- Neuilly-l'Hôpital
- Nouvion
- Noyelles-sur-Mer
- Ponthoile
- Port-le-Grand
- Sailly-Flibeaucourt

## Supresión del cantón de Nouvion
En aplicación del Decreto nº 2014-263 de 26 de febrero de 2014, el cantón de Nouvion fue suprimido el 22 de marzo de 2015 y sus 17 comunas pasaron a formar parte del nuevo cantón de Abbeville-1.